# Pheidole attila
Pheidole attila är en myrart som beskrevs av Auguste-Henri Forel 1913. Pheidole attila ingår i släktet Pheidole och familjen myror. Inga underarter finns listade i Catalogue of Life.